# سمفونی در ر مینور (فرانک)

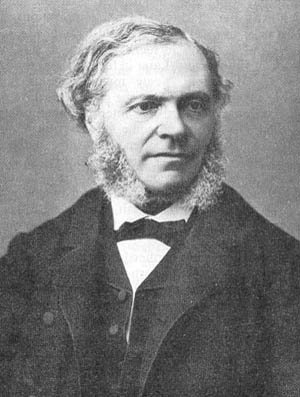
سزار فرانک، آهنگساز بلژیکی- فرانسوی

سمفونی در ر مینور، تنها سمفونی آهنگساز بلژیکی، سزار فرانک است و از محبوب‌ترین ساخته‌های او دانسته می‌شود. فرانک این سمفونی را به شاگرد خود، آنری دوپارک تقدیم کرده است.

## سازبندی
۲ فلوت، ۲ ابوا، کر آنگله، ۲ کلارینت سوپرانو، کلارینت باس، ۲ فاگوت، ۴ کر، ۲ کورنت، ۲ ترومپت، ۳ ترومبون، توبا، تیمپانی، چنگ، و ارکستر زهی.

## تاریخچه
سزار فرانک تصنیف سمفونی در ر مینور را در ۲۲ اوت ۱۸۸۸ به‌پایان رساند. این سمفونی یکی از آخرین ساخته‌های او است. نخستین اجرای سمفونی در ر مینور یک سال پیش از مرگ فرانک در ۱۷ فوریه ۱۸۸۹ در کنسرواتوار پاریس انجام گرفت.
این حقیقت که فرانک سرانجام به ساخت یک سمفونی دست زد از آن جهت غیرعادی است که در فرانسهٔ آن زمان سمفونی یک فرم آلمانی دانسته می‌شد و با توجه به روابط تیرهٔ فرانسه و آلمان ساخت سمفونی در میان آهنگسازان فرانسوی رویدادی نادر بود. احتمالاً موفقیت واریاسیون‌های سمفونیک در ترغیب فرانک به تصنیف یک سمفونی بی‌تأثیر نبوده است.
ونسان دندی، شاگرد و مرید فرانک، در روایت خود از زندگی‌نامهٔ وی به جبهه‌گیری برخی از استادان کنسرواتوار پاریس و همچنین انتقاد تند شارل گونو از سمفونی در ر مینور پس از نخستین اجرای آن اشاره کرده است.

## ساختار
سمفونی در ر مینور از سه موومان تشکیل شده است:
- I. لنتو؛ آلگرو ما نُن تروپو
- II. آلگرتو
- III. فیناله؛ آلگرو نُن تروپو